# Pic de llum eterna
Una pic de llum eterna (de l'anglès peak of eternal light o per les seves sigles PEL) és un punt d'un cos dins del sistema solar que sempre arriba la llum solar. Un pic ha de tenir una alta altitud i estar en un cos amb inclinació axial molt petita. L'existència d'aquests pics es va postular per primera vegada per la Beer i Mädler el 1837. Ambdós van citar les muntanyes polars lunars, "...molts d'aquests pics tenen (amb l'excepció dels eclipsis causats per la Terra) sol etern." Aquests pics polars van ser posteriorment esmentats per Camille Flammarion el 1879, que va especular que podien existir pics de llum eterna als pols de la Lluna. Els PELs serien avantatjosos per a l'exploració espacial i la colonització a causa de la capacitat d'un dispositiu elèctric situat allà per rebre electricitat solar independentment de l'hora del dia o els dies de l'any, i l'amplitud tèrmica relativament estable.

## A la Lluna
Els pics de llum eterna en la Lluna no serien estrictament "eterns", ja que la llum solar es veuria ocasionalment bloquejada per l'ombra terrestre durant els eclipsis lunars (amb durades de fins a 6 hores).
D'acord amb les imatges enviades per la sonda Clementine, un equip de la Universitat Johns Hopkins va trobar quatre pics de llum eterna en la vora externa del cràter Peary. Aquest cràter està situat prop del Polo Nord lunar. Les imatges de Clementine van ser preses durant l'estiu de l'hemisferi nord lunar, i va ser impossible determinar si alguna d'aquestes localitzacions perdrien la visió directa del Sol durant l'hivern lunar. Encara que no s'han trobat llocs similars en l'hemisferi nord lunar, la zona de les Muntanyes Malapert, en l'exterior del cràter homònim, a 122 km del Polo Sud lunar, podria tenir il·luminació gairebé constant.
Des del 2005 fins al 2006, la sonda de l'ESA SMART-1 va fer una recerca sistemàtica de pics de llum eterna en els pols lunars. Aquesta sonda va monitorar la il·luminació present en els pols per buscar variacions estacionals, confirmant que romanien il·luminades durant l'hivern lunar. Els llocs confirmats podrien servir per situar futures colònies humanes, que es trobarien amb una font de llum (i per tant d'energia utilitzable) constant i temperatures adequades.

## A Mercuri
L'existència de pics de llum eterna a Mercuri ha estat també teoritzada, però la falta d'una cartografia detallada ha impedit confirmar aquest punt. Aquesta situació pot canviar quan s'analitzin completament les dades de la sonda MESSENGER. Aquestes zones de llum eterna no es veurien afectades pels eclipsis, ja que Mercuri no té llunes.